# 5577 Priestley
5577 Priestley (1986 WQ2) là một tiểu hành tinh vành đai chính bên trong được phát hiện ngày 21 tháng 11 năm 1986 bởi Duncan Waldron ở Siding Spring.